# بول هابارد
بول هابارد (بالإنجليزية: Paul Hubbard)‏ هو لاعب كرة قدم أمريكية أمريكي، ولد في 12 يونيو 1985 في كولورادو سبرينغس في الولايات المتحدة.

## وصلات خارجية
- بول هابارد على موقع مرجع كرة القدم المحترفة.كوم (الإنجليزية)